# 彩輝直
彩輝直（1971年1月7日—），日本女演員，原寶塚歌劇團月組主演男役。

## 人物生平
神奈川縣橫浜市港北區、神奈川縣立新羽高等學校出身。釣具店主的第一個小孩，小學時曾在釣具店幫過忙。因為是早產兒，起名字的時候想：“就算長得瘦小了一點，也要把她當做受到上天眷顧的孩子好好養大，於是起了這個名字。”本人曾這樣說起過。有三個妹妹，最小的妹妹彩那音（85期，比姐姐小9歲）是寶塚雪組的男役。
15歲的時候，看了神原郁惠主演的《彼得潘》，開始憧憬起做女演員。為此曾和父親的朋友，一位元寶塚OG商談過。第一次看寶塚歌劇是星組的《西海に花散れど/ザ・レビュー3》。1988年，寶塚音樂學校入學。提出入團誌願的契機是……自己是天海祐希的熱情粉絲。1990年，作為第76期生進入寶塚劇團。在花組公演《凡爾賽玫瑰》中初次登台表演。1991年1月，分配到月組。入團第二年（研2）時受到提拔，在《凡爾賽玫瑰》新人公演中飾演安德烈（東京公演第一部）。1996年組替到星組。《只有二人之惡》新人公演中首次擔任主演。在《伊麗莎白》新人公演中扮演Tod，作為美貌男役表現活躍。1998年，《黎明的天使們——悲傷的子彈》在BOWHALL公演中第一次出演主角。2000年，新專科制度建立，隨之轉入專科。參加各組的出演。2002年7月，SKY STAGE成立，和檀麗一起成為專科的初代主持人。2003年，紫吹淳退團發表後，被內定為月組的次期主演男役，回到月組。2004年3月就任月組主演男役。和映美くらら組成搭檔，10月映美退團後主演娘役從此空缺。5月，由篠山紀信拍攝的寫真集發售。2005年與內定為月組次期Top的瀨奈純合作演出《伊麗莎白》繼新公後再次扮演Tod。5月22日《伊麗莎白》東京公演的最後一天退團。
同期生有：宙組組長壽つかさ、花組組長高翔みず希、女演員樹里咲穗、星奈優里、月影瞳、風花舞、純名里沙、楓沙樹等人。
退團後不久出演舞台劇《Producer》，擔任CASIO數碼相機“EXILIM”、花王“ピュオーラ”的形象代言人。
2006年，改成現用藝名之後，近年常作為已退團的寶塚OG，在舞台劇、TV、雜誌等曝光，正式進入演藝界，成果頗豐。

## 宝塚歌劇団時代舞台劇

### 第1次月組時代
- 花組 凡爾賽玫瑰——菲爾遜篇  初舞台。 分配到月組。
- 凡爾賽玫瑰——奧斯卡篇（1991年） - 新人公演 安德烈 役（第1部）
- 恰似那眼瞳中的狂嵐（1991年）涼 役
- PUCK（1992年） - 新人公演ヘ海倫 役／※本公演時汐風幸休演期間代演海倫。
- 高高照耀的皇子（1992年）豐人皇子 役
- 大飯店（1993年） - 新人公演 Rafaela役
- 夢的十分硬幣（1993年）Jack 役
- 倫敦公演 花扇抄 門的另一邊 百萬個夢（1994年）
- Me And My Girl（1995年） - 新人公演 John 役（第2部）
- Somewhere in time（1995年） - Charles 役

### 星組時代
- 只有我們二人之惡（1996年） 新人公演初主演　ジェイ・レンハート役
- 伊麗莎白（1996年） ジュラ役　新人公演　トート役
- 誠之群像 新選組流亡記（1997） 加納惣三郎役
- 達爾湖之戀（1997年） ラジオン役
- 黎明的天使們（1997年） ジョシュア役
- 黎明的天使們―悲傷的子彈―（1998年） BOWHALL公演初主演　ジョシュア役
- 皇帝（1998年） サビナ役
- 十二夜—— Epiphany（1999年） BOWHALL公演主演　阿高/高五郎 役
- 我的愛在山之彼方（1999年）
- 聖者的横顔（2000年） BOWHALL公演主演　ルーカ役
- 黄金のファラオ/美麗猫（2000年）

### 専科時代
- 凡爾賽玫瑰——菲爾遜和瑪麗篇―（2001年 宙組） 奧斯卡/安德烈役
- 花之葉平（2001年 星組）
- 布拉格之春 / LUCKY STAR!（2002年 星組）
- 中日邦交正常化30周年記念 宝塚歌劇 第2回中国公演（2002年9月13日-15日 上海大劇院、20日-22日 北京世紀劇院、28日-10月2日 廣州麗江明珠歌劇院、星組）
- 唐璜 / 花之宝塚風土記（2003年月組）

### 第2次月組・月組TOP時代
- 薔薇封印（2003年 - 2004年） Michael 役
- 爪哇的舞者（2004年） 全国公演 アディナン役
- 飛鳥夕映（2004年） 蘇我入鹿 役
- 熱帯夜話（2004年） Saeru 役
- 伊麗莎白―愛與死的輪舞―（2005年） Tod 役

## 宝塚歌劇団退団後之活動

### 舞台劇
- The Producers（2005年8月） Ulla 役
- 大吉夢家族（2005年12月） 由香里役
- LOVE LETTERS（2006年2月/2回公演） メリッサ役
- 真説・山椒太夫 世界劇・黄金の刻 ～愛と永遠の絆～ （2006年9月） 厨子王役
- 悪路（2006年10月） ヒロイン アケシ役
- 白蛇伝 ～White Lovers～ （2006年11月） 白蛇の女王 鑼美亜役
- 何日君再来（2007年5月） 青空のぞみ役
- 暗くなるまで待って  （2007年9月） スージー役 主演
- 女ねずみ小僧 （2007年11月） 葵役
- The Producers（2008年2月） Ulla 役
- SE M PO（2008年4月～5月） エバ役
- ACHE（2008年7月）
- LOVE LETTERS #359（2008年7月28日）
- 愛與青春的寶塚（2008年12月）
- THE GAME OF LOVE（2009年5月）ガブリエル役
- ココ・シャネル|ガブリエル・シャネル（2009年7月）アドリエンヌ役
- 仙台四郎物語（2009年9月）おきみ役
- Musical Review　レザネ・フォール ～愛と幻影の巴里～（2009年11月～12月）ゴロワット役
- イカれた主婦（2010年5～6月）ジェッタ役
- BLUE&RED（2010年9月）ファンラン役
- 絆 ‐少年よ、大紙を抱け！‐（2010年11月）中根遥香役
- 愛與青春的寶塚（2011年2月10日～3月27日）橘伊吹（タッチー）役
- ガブリエル・シャネル（2011年5月14日～28日）アドリエンヌ役
- アニー （2011年8月10日～28日）グレース役
- ピアフ （2011年10月13日～11月29日）マレーネ・ディートリッヒ、マドレーヌ（二役）
- お悩みはご一緒に!!（2011年12月7日～11日）森江留美役 主演
- アニー （2012年4月28日～5月13日）グレース役
- 梅沢富美男・中村玉緒特別公演（2012年10月）
- 伊麗莎白——Special Concert（2012年11月 - 12月） トート役
- ピアフ（2013年1月 - 2月）　マレーネ・ディートリッヒ、マドレーヌ（二役）
- DREAM LADIES（2013年4月）
- アニー（2013年4月 - 5月）グレース役
- 梅沢富美男・中村玉緒特別公演（2013年7月）
- ピトレスク（2014年3月 - 4月）カミーユ役
- セレブレーション100！宝塚～この愛よ永遠に～（2014年5月 - 6月）
- マホロバ（2014年7月）樹海の女王・イバラギ
- ファウスト・オデッセイア（2014年9月）

### 電影
- 0093 女王陛下の草刈正雄（2007年）

### 電視劇
- 逃亡者 おりん 第4話「哀紡ぐ女の里」（2006年，東京電視台） - お藤
- 表參道高校合唱部！ 第7話（2015年，TBS）
- 特命歐巴桑檢事！花村絢乃事件檔案5（2017年，東京電視台）- 加納美咲
- 七人的秘書（2020年，朝日電視台）- 風間三和的母親
- 絕對不可能～偵探·上水流涼子的解析～ 第7話（2023年，關西電視台・富士電視台）- 桃井

### CM
- Casio（2005年6月 - 2007年6月）
- 花王（2006年9月 - 2007年6月）

## 外部連結
- 官方网站
- 東京都會電視台網站彩輝直簡介彩輝直，存档于Archive.today（存檔日期 20250423）